# Direttore informatico
Il direttore informatico (in inglese: chief information officer, in sigla CIO) è il dirigente d'azienda responsabile della funzione aziendale tecnologie dell'informazione e della comunicazione. Di solito risponde direttamente all'amministratore delegato (CEO).

## Storia
Questa posizione manageriale si è resa necessaria a seguito dell'aumento di importanza della tecnologia telematica all'interno della gestione del business aziendale, soprattutto con l'esplosione della New economy.

## Formazione
Sebbene non esistano ancora specifici percorsi formativi commerciali - ufficialmente riconosciuti - per i responsabili informatici uniformati ad uno standard di qualità UNI/ISO/IEC , al momento vale la formula generale che è richiesta una altissima preparazione tecnica nel campo IT desunta da molti anni di attività sul campo nei vari settori del problem solving, contrattualistica con fornitori, gestione e coordinamento IT, reti di comunicazione. Questo non deve necessariamente significare che "chiunque" a suo arbitrio può elevarsi al ruolo di RSI solo per il fatto di lavorare nell'ambito IT; così come può essere che un profilo "junior" possa adempiere alle responsabilità ed oneri che competono ad un RSI con ventennale esperienza . A tal proposito il CNIPA (Centro Nazionale per l'Informatica nella Pubblica Amministrazione poi DigitPA e ora AgID - Agenzia per l'Italia Digitale) nel protocollo di intesa sui contratti con fornitori e servizi , ha stilato il suo manuale operativo "Linee guida per la qualità dei servizi ICT nella pubblica Amministrazione" (Ref.num.10 1.1 del 02.02.2010) dove sono indicate con precisione quali competenze sono necessarie per un RSI al fine dell'esecuzione di un contratto con la PA. È utile riferirsi a questo protocollo per individuare professionalità che rispecchiano il reale ruolo di RSI in ambito sia privato che pubblico. 
L'evoluzione della figura del direttore informatico porta ad una situazione in cui a fianco delle competenze tecniche sono ormai indispensabili capacità di leadership, comunicazione, comprensione dei processi aziendali, conoscenza del business e propensione al cambiamento. Il direttore informatico guida l'evoluzione delle risorse informatiche come strategia dei processi organizzativi aziendali adeguando le infrastrutture interne agli obiettivi definiti a livello aziendale.

## Mansioni
Il suo compito principale è la direzione strategica dei sistemi informativi in azienda, in modo che si adattino al meglio ai processi aziendali e costituiscano un elemento di vantaggio competitivo a supporto delle attività di produzione.

### Compiti principali
Il direttore informatico deve essere in grado di:
- Raccogliere e razionalizzare le esigenze dei propri "Clienti Interni"
- Contribuire all'analisi e alla definizione dei processi aziendali
- Contribuire alla definizione dei requisiti funzionali e architetturali degli strumenti informativi
- Contribuire alla gestione del cambiamento dovuto all'introduzione di nuovi strumenti informativi
- Definire e gestire il budget destinato ai Sistemi Informativi
- Definire degli standard metodologici e tecnologici di riferimento
- Definire metriche (KPI, SLA) per la valutazione dell'efficienza interna e dei fornitori di software e servizi
- Organizzare e gestire il funzionamento quotidiano dei sistemi informativi, ottimizzando le risorse interne e gli appalti verso fornitori esterni
- Organizzare e gestire il flusso delle informazioni sulla base dell'esperienza agevolando l'uso della tecnologia nel complesso informativo

### Compiti accessori
Il responsabile informatico spesso risponde direttamente all'amministratore delegato o al direttore generale, partecipa ai principali comitati direzionali ed in alcuni casi assume un ruolo più ampio divenendo responsabile o supervisore anche di altre funzioni come l'organizzazione, la logistica e gli assets tangibili e non tangibili.
La figura del direttore informatico è ormai pressoché indispensabile ed è altresì gravata da forti responsabilità (solo come esempio si tenga in conto l'evoluzione della normativa sulla Privacy e Dati Dps 196/03 e successive , in continuo aggiornamento che portano a conseguenze civili e penali da non sottovalutare) al punto che viene talvolta indicata come sigla di Career Is Over ("la carriera è finita") in quanto un direttore informatico che non riesce a risolvere un problema tecnico grave è spesso costretto a dimettersi, soprattutto quando non ha una adeguata struttura di Staff tecnico che lo supporta.